# Metallochlora apicalis
Metallochlora apicalis är en fjärilsart som beskrevs av Louis Beethoven Prout 1922. Metallochlora apicalis ingår i släktet Metallochlora och familjen mätare. Inga underarter finns listade i Catalogue of Life.